# Lougheed Island
Lougheed Island ist eine der Königin-Elisabeth-Inseln. Sie liegt im kanadischen Territorium Nunavut.

## Geografie
Die langgestreckte Insel ist 80,5 km lang, aber nur maximal 24 km breit. Ihre Fläche beträgt 1308 km². Die Insel ist flach mit Hügeln, deren Höhe nur selten 100 m übersteigt. Gemeinsam mit Stupart Island, Edmund Walker Island, Grosvenor Island und Patterson Island bildet sie die Findlay-Gruppe der Parry-Inseln. Sie liegt am südlichen Ende der Prinz-Gustav-Adolf-See und wird von Ellef Ringnes Island und King Christian Island im Nordosten von der Maclean-Straße getrennt. Hinter der Desbarats-Straße im Süden liegt Bathurst Island. Zwischen Lougheed Island und seinen westlichen Nachbarinseln im Südosten, der Melville-Insel und der Mackenzie-King-Insel liegt der Byam-Martin-Kanal. Die Insel ist wegen der ganzjährigen Vereisung der sie umgebenden Gewässer auf dem Seeweg nur von starken Eisbrechern zu erreichen.

## Geschichte
Lougheed Island ist wahrscheinlich identisch mit „Findlay Island“, das am 27. April 1853 von der Expedition Edward Belchers gesichtet wurde. Vilhjálmur Stefánsson klärte während der während der kanadischen Arktisexpedition von 1913 bis 1918 auf, dass es sich dabei um mehrere Inseln handelt, die er präzise kartierte. Die größte benannte er nach Alexander Lougheed, einem konservativen Politiker und zu dieser Zeit Minister ohne Geschäftsbereich in der kanadischen Regierung. Im August 1916 schlug Stefánsson für mehrere Wochen sein Lager an der Südwestspitze von Lougheed Island auf und erkundete von hier aus die Umgebung.